# Ansaldo A.1 Balilla
Ansaldo A.1 Balilla byl italský dvouplošník používaný během první světové války. Byl to jediný pozemní stíhací letoun domácí konstrukce vyvinutý  a zavedený do služby v této zemi během války, protože Itálie během války používala hlavně stíhačky francouzské konstrukce. Byl rychlý, i když ne příliš obratný a používal se hlavně jako stíhač při obraně italských měst. Do konce války bylo vyrobeno více než sto exemplářů.
Později byl nasazen oběma stranami polsko-sovětské války.

## Uživatelé
- Argentina
  - Argentinské letectvo
- Belgie
  - Belgické letectvo
- Italské království
  - Corpo Aeronautico Militare
- Lotyšsko
  - Lotyšské letectvo
- Mexiko
  - Mexické letectvo
- Polsko
  - Lotnictwo Wojskowe
- RSFSR
- Sovětský svaz
  - Sovětské letectvo
- Řecko
  - Královské řecké námořnictvo
- Uruguay
  - Uruguayské letectvo

## Specifikace (A.1 Balilla)

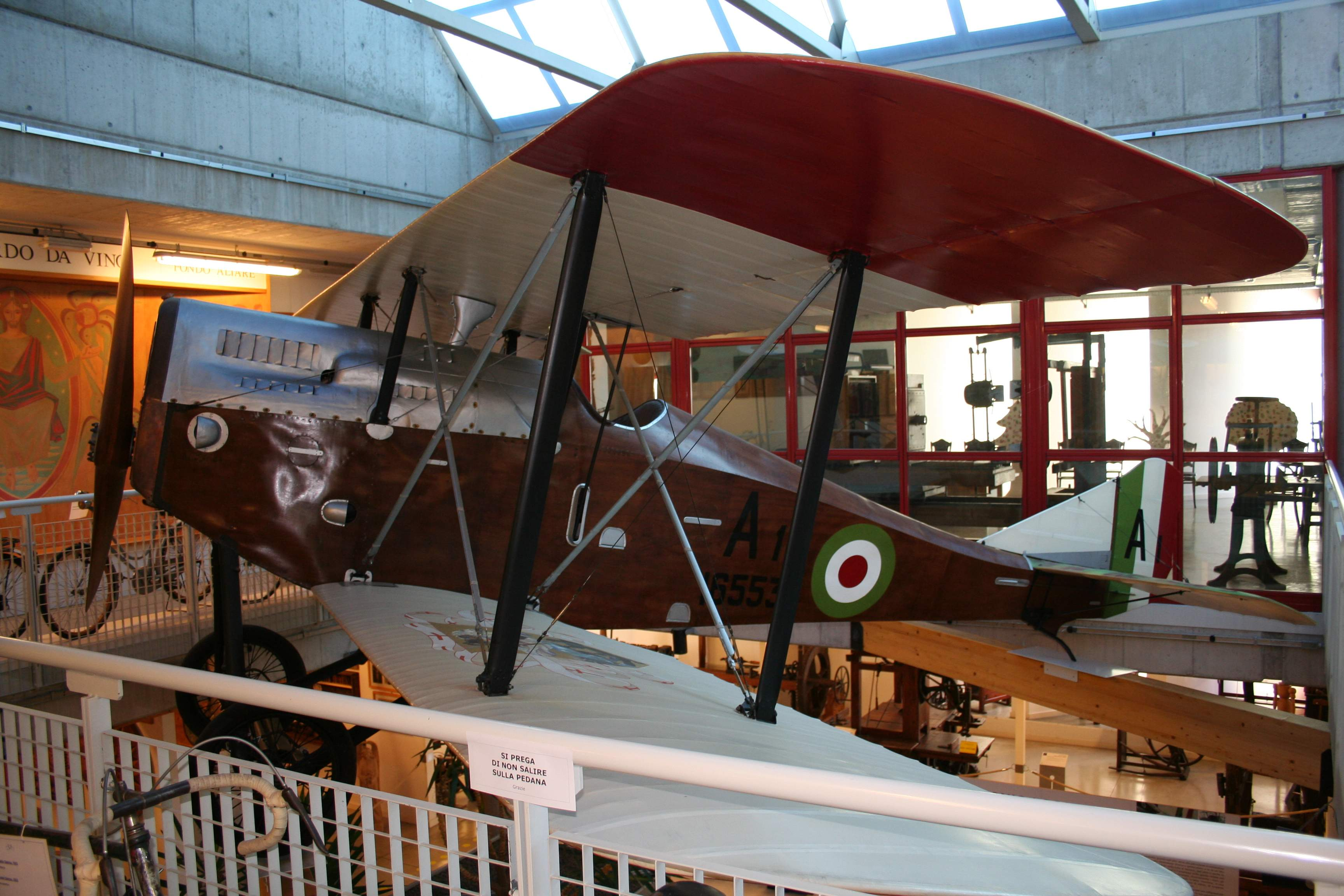
A.1 Balilla v Museo delle Storie di Bergamo

Údaje podle

### Technické údaje
- Posádka: 1
- Délka: 6,5 m
- Rozpětí křídel: 7,68 m
- Výška: 2,85 m
- Nosná plocha: 21 m²
- Prázdná hmotnost: 640 kg
- Vzletová hmotnost: 885 kg
- Pohonná jednotka: 1 × kapalinou chlazený šestiválcový řadový motor SPA 6A
- Výkon pohonné jednotky: 220 hp (160 kW)

### Výkony
- Maximální rychlost: 215 km / h (u země)
  - Rychlost ve výši 2 000 m: 205 km / h
- Maximální dostup: 5 800 m
- Výstup do výše 4 000 m: 13 minut

### Výzbroj
- 2 × synchronizovaný kulomet Vickers ráže 7,7 mm